# 木島日出夫
木島 日出夫（きじま ひでお、1946年9月5日 - ）は、日本の政治家、弁護士。栃木県鹿沼市出身、栃木県立宇都宮高等学校卒業、東京大学法学部中退。

## 来歴
- 1969年 - 司法研修所入所
- 1971年 - 司法研修所卒業弁護士（長野県、旧・林百郎事務所）
- 1974年 - 自由法曹団長野県支部事務局長
- 1976年 - 日本弁護士連合会公害対策委員
- 1977年 - 第11回参議院議員通常選挙落選（日本共産党公認・長野県選挙区から）
- 1979年 - 長野県弁護士会副会長
- 1980年 - 参院選落選
- 1983年 - 参院選落選
- 1986年 - 第38回衆院選落選
- 1990年 - 第39回衆院選当選（日本共産党公認・旧・長野3区から・1期目）
- 1993年 - 第40回衆院選落選 （日本共産党公認・旧・長野3区）
- 1994年 - 日本共産党準中央委員
- 1996年 - 第41回衆院選当選、衆議院議員に返り咲き。小選挙区（長野4区）落選、比例復活（日本共産党公認・比例北陸信越ブロック・2期目）
- 1997年 - 日本共産党中央委員会委員・党国会対策副委員長・政策委員会責任者
- 2000年 - 第42回衆院選当選　前回と同じく小選挙区（長野4区）落選、比例復活（日本共産党公認・比例北陸信越ブロック・3期目）
- 2003年 - 第43回衆院選落選（日本共産党公認・比例北陸信越ブロック単独）
- 2005年 - 第44回衆院選落選（日本共産党公認・比例北陸信越ブロック単独）

## 活動
- 2002年2月27日の衆院法務委員会で、外務省の関連団体「支援委員会」が、「ムネオ・ハウス」（国後島「友好の家」）の請負代金のなかに、本来支払う必要のない消費税分1985万円を含めていたことを明らかにし、追及を行った[1]。

## 政見
- 選択的夫婦別姓制度導入に賛同する。「選択的なんですよ。同姓でいいという人は同姓でいいのですよ。しかし、個人の人権というのはこれからの大事な方向でありますから、別姓の方がいいという夫婦には別姓を与えようじゃないか、そういうこと」と述べる[2]。